# Lex Franken
Alexander (Lex) Franken (Utrecht, 1 april 1916 – Krefeld, 6 november 1990 ) was een Nederlandse waterpolospeler.
Lex Franken nam deel aan de Olympische Spelen in 1936. Hij eindigde met het Nederlands team op de vijfde (1936) plaats. Franken speelde alle zeven wedstrijden tijdens het toernooi. In de competitie kwam hij uit voor Zwemlust uit Utrecht.
Kees van Aelst · 
Lex Franken · 
Ru den Hamer · 
Jan van Heteren · 
Hans Maier · 
Soesoe van Oostrom Soede · 
Gé Regter · 
Herman Veenstra · 
Joop van Woerkom
1. ↑   grafsteen. Gearchiveerd op 11 september 2023.